# كلارنس مورلي
كلارنس مورلي (بالإنجليزية: Clarence Morley)‏ هو قاضي ومحامي وسياسي أمريكي، ولد في 9 فبراير 1869 في ديرسفيل في الولايات المتحدة، وتوفي في 15 نوفمبر 1948 في دنفر في الولايات المتحدة. حزبياً، نشط في الحزب الجمهوري. وقد انتخب Governor of Colorado ‏ (13 يناير 1925 – 11 يناير 1927).